# Croce di Gerusalemme
La croce di Gerusalemme (☩, unicode U+2629) è un antico simbolo dei cristiani d'oriente, stemma del Regno di Gerusalemme.

## Descrizione
Secondo la tradizione, il blasone del Regno di Gerusalemme, «d'argento, alla croce potenziata d'oro, accantonata da quattro crocette dello stesso», contravviene volontariamente alla regola di contrasto dei colori, per meglio marcare il prestigio totalmente particolare di questa città. In effetti, la scienza araldica proibisce di "sovrapporre" "metallo su metallo", in questo caso, invece, le croci – d'oro – sono sovrapposte al fondale d'argento, ci troviamo quindi di fronte a un'arma d'inchiesta.
La sua origine potrebbe risalire ai fenici, sotto l'aspetto di una croce bianca (talvolta verde) a otto punte. Si suppone che essa rappresenti le otto beatitudini teologali secondo san Matteo.
È presente nel blasone dell'Ordine equestre del Santo Sepolcro di Gerusalemme.

Stemma del Regno di Gerusalemme
Stendardo del Regno di Gerusalemme
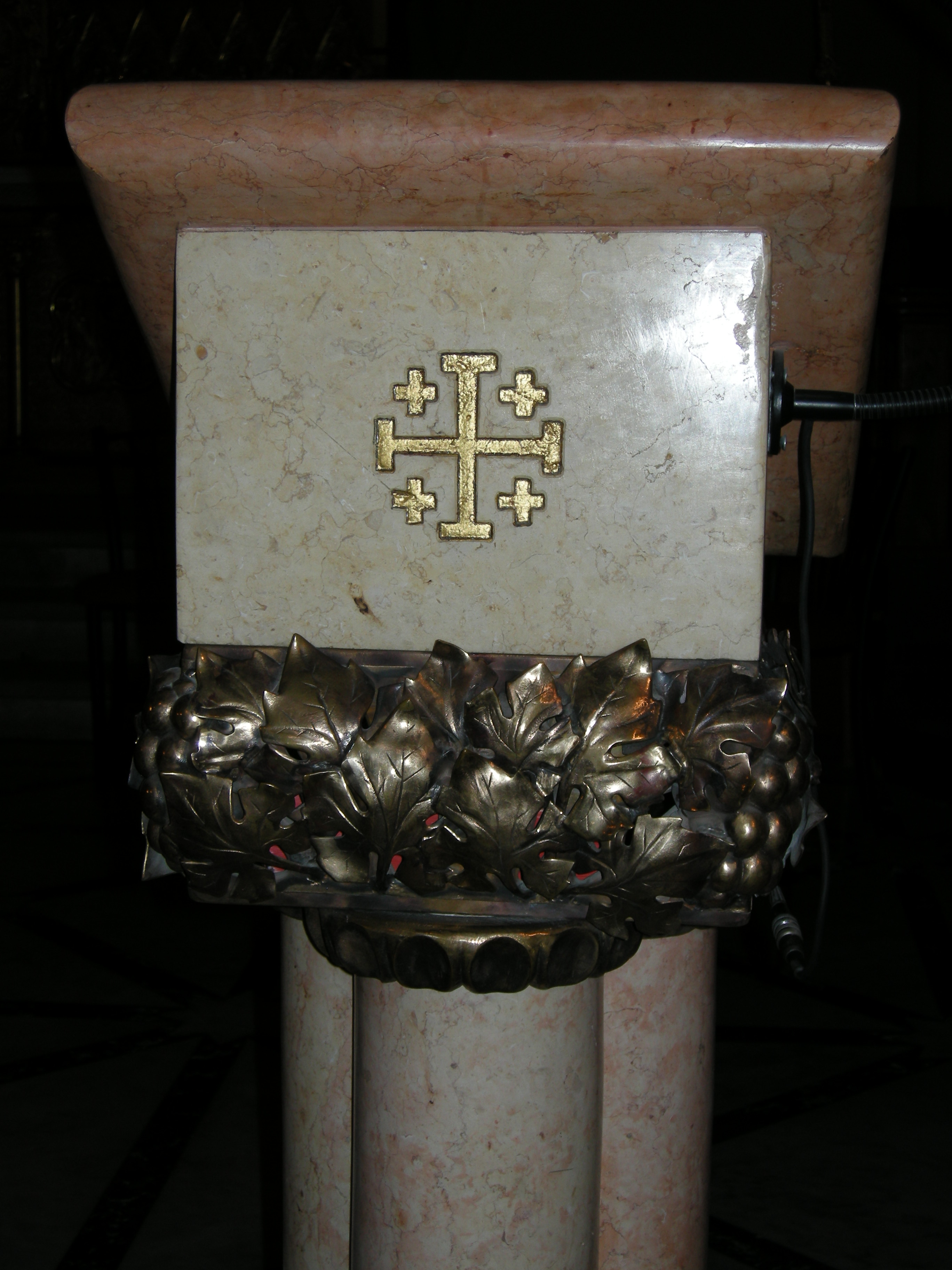
Il simbolo nella concattedrale del patriarca latino di Gerusalemme